# Marguerite Thompson Zorach
Marguerite Zorach (de soltera, Thompson) (Santa Rosa, California, 1887-1968) fue una pintora fauvista estadounidense, artista textil y diseñadora gráfica y un temprano exponente del arte contemporáneo en Estados Unidos. Obtuvo la Medalla Logan de las artes.

## Trayectoria

Marguerite Thompson Zorach sitting in a rickshaw

Marguerite Thompson nació en Santa Rosa, California. 
Viajó a París por invitación de su tía, Harriet para  asistir a L’ École des Beaux-Arts, pero fue rechazada porque nunca había dibujado un desnudo. Por lo tanto, acudió a la escuela postimpresionistaLa Palette. Nada más llegar visitó el Salon d’Automne y allí vio las obras de Henri Matisse y André Derain, lo que influyó mucho en su pintura. Se relacionó con Pablo Picasso, Henri Rousseau  y la expatriada Gertrude Stein.  Expuso en la Société des Artistes Indépendants de 1910 y el Salon d’Automne en 1911.
Realizó una gira por el mundo entre 1911 y 1912. Visitaron Jerusalén, Egipto, India, Birmania, China, Hong Kong, Japón y Hawái.
En 1912 se casó con el escultor William Zorach y ambos se trasladaron a los Estados Unidos, viviendo en Nueva York y pasando los veranos en Nueva Inglaterra.
El matrimonio colaboró artísticamente. Ambos participaron en la Armory Show (Exposición Internacional de Arte Moderno), de 1913.
Siguió pintando y empezó a trabajar con textiles, usando bordado y batik. En 1964 Zorach recibió un D. F. A. del Bates College.
Murió en Nueva York, el 27 de junio de 1968.

## Galería

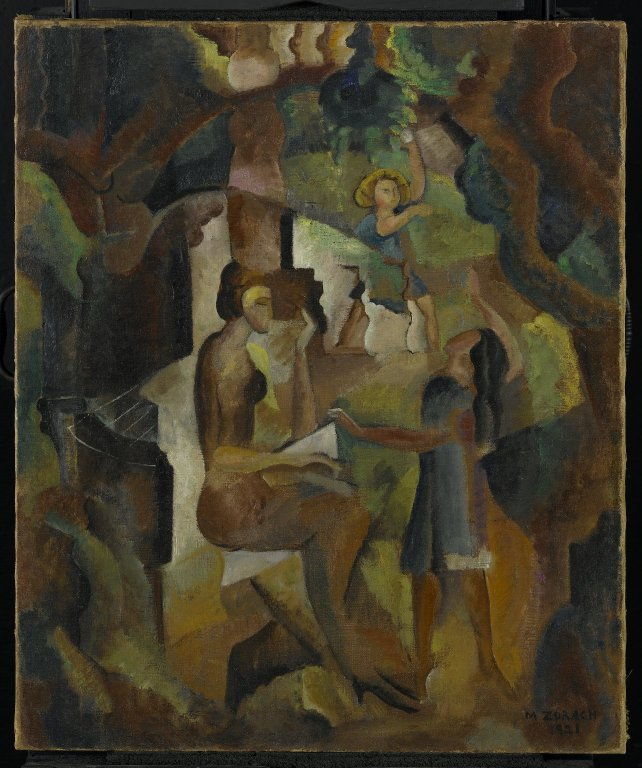
Brooklyn Museum - Memories of My California Childhood
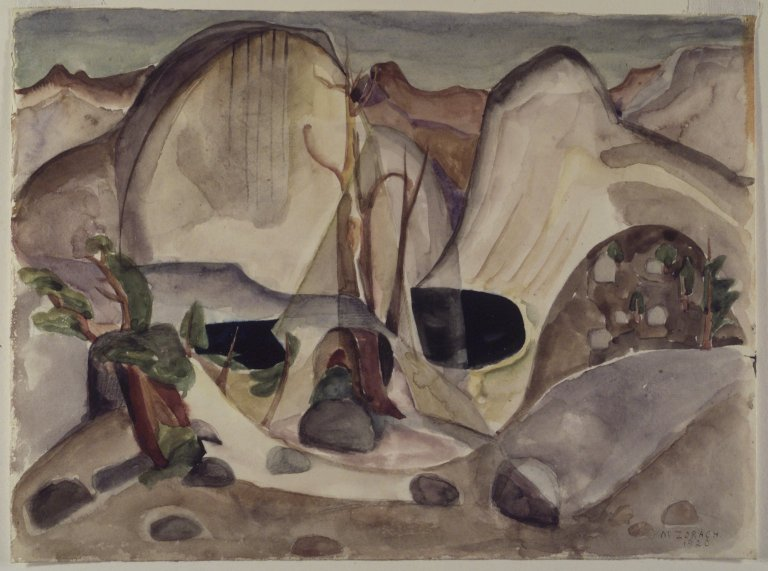
Brooklyn Museum - Lost Lake, Yosemite
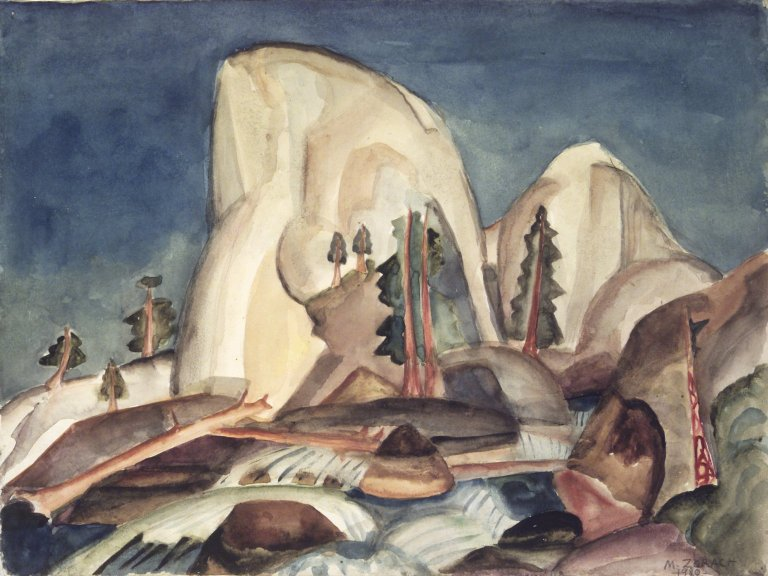
Brooklyn Museum - Half Dome, Yosemite Valley, California
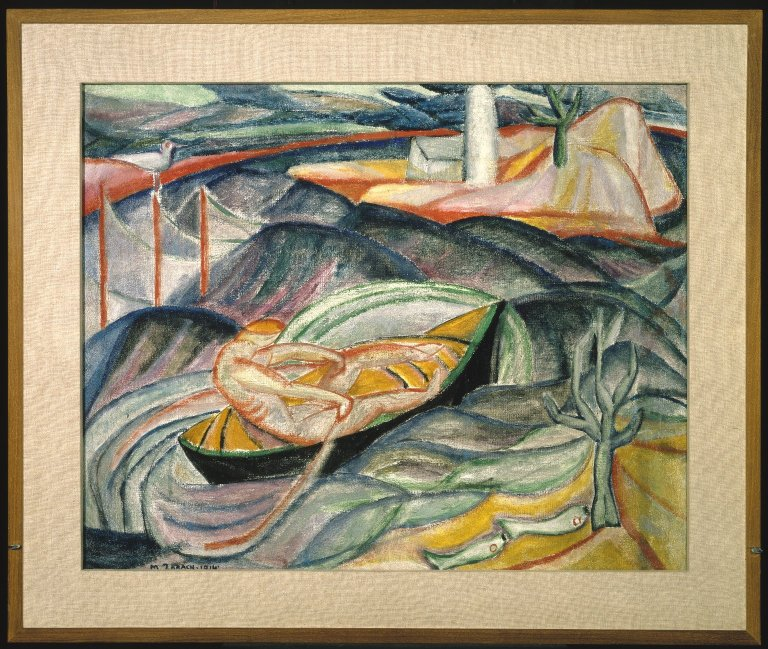
Brooklyn Museum - Skiff in Waves (recto) and Figures in Landscape (verso)